# Dellach im Drautal
Dellach im Drautal è un comune austriaco di 1 624 abitanti nel distretto di Spittal an der Drau, in Carinzia. Nel 1923 la sua frazione di Pflügl è stata aggregata al comune di Irschen.